# Lucie Veselá
Lucie Veselá (* 17. dubna 1985) česká cyklistka, která se věnovala disciplíně cross country. Pochází z Jižní Moravy.

## Sportovní kariéra
Cyklistice se věnovala od roku 1999. Její závodní kariéra na kole začala na brněnském Favoritu Brno, kde se zabývala silniční a dráhovou cyklistikou. V rámci přípravy si vyzkoušela závody v horské cyklistice a další sezónu se na disciplínu cross country zaměřila více a to pod týmem Favorit Rocky Bikes. Horskou cyklistiku ještě několik let kombinovala se silniční cyklistikou. V juniorkách se rozhodla věnovat pouze horským kolům a to disciplíně cross country a později přidala i eliminátor. Převážnou část své sportovní kariéry byla provázaná se značkou GT bicycles. V období 2009–2020 závodila za tým GT Czech Team a převážnou část své kariéry byla součástí reprezentačního týmu ČR. V prosinci 2020 ukončila závodní kariéru.
Závodění kombinovala s trénováním mladých závodníků. A po ukončení závodní kariéry se začala věnovat koučinku a mentoringu. 

## Výsledky
2008
- Akademické MS MTB XCO 8. místo

2010
- MČR MTB štafety 4. místo (další členové štafety - Veselý, Pešek)
- MČR MTB XCO 4. místo

2011
- MČR MTB XCO 4. místo

2012
- MČR MTB XCO 2. místo
- MČR MTB 4X 3. místo

2013
- MČR MTB štafety 3. místo (další členové štafety - Jan Vastl, Martin Stošek)
- MČR MTB XCO 3. místo
- SP MTB XCO 36. místo

2014
- ME MTB XCE 18. místo
- ME MTB XCO 31. místo
- MČR MTB XCO 2. místo
- MS MTB XCE 13. místo

2015
- MČR MTB XCO 4. místo

2016
- MČR MTB XCO 4. místo

2019
- ME MTB XCE 7. místo